# Heinrich Timmerevers

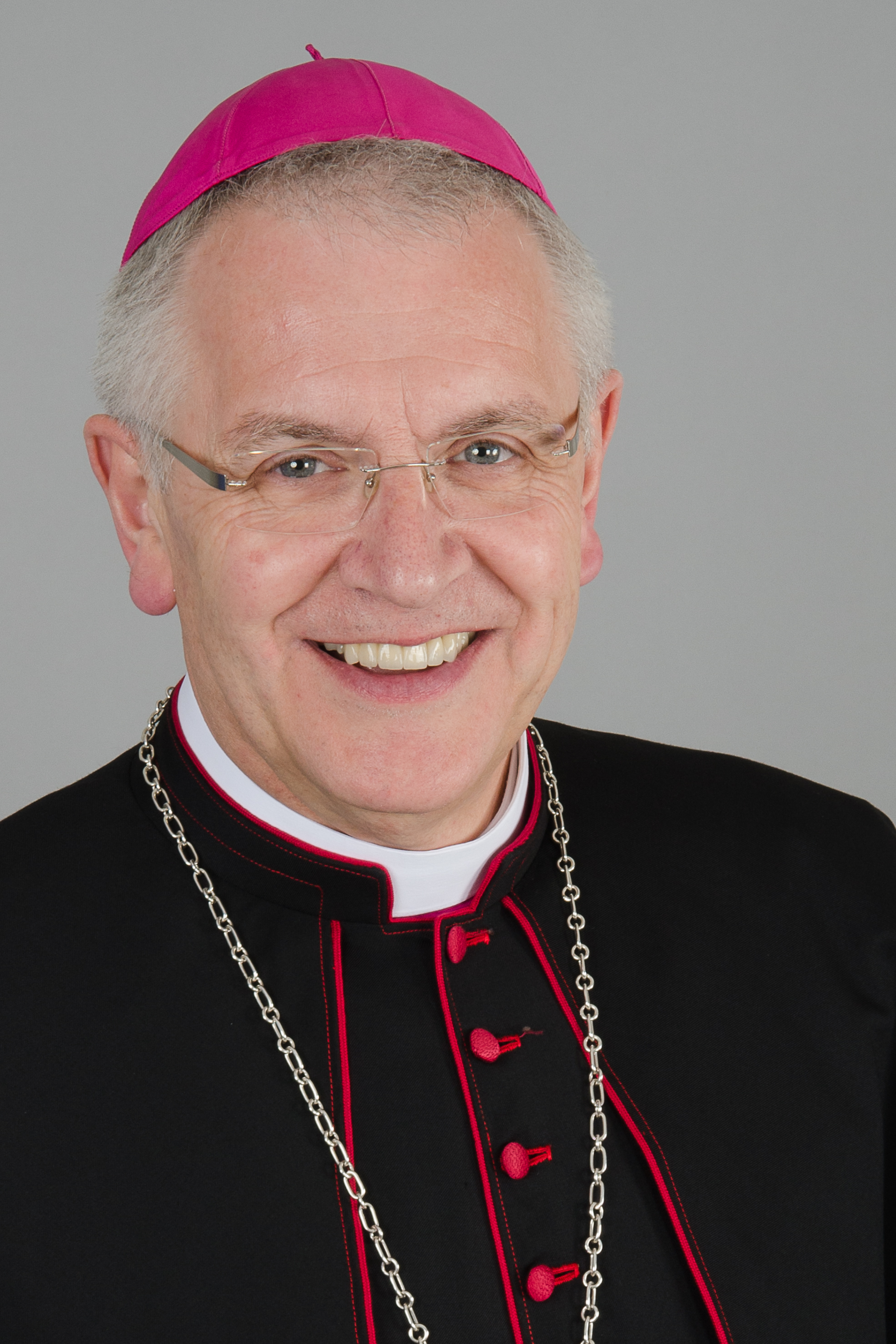
Heinrich Timmerevers (2016)

Heinrich Timmerevers (* 25. August 1952 in Nikolausdorf/Garrel) ist ein römisch-katholischer Geistlicher und Bischof von Dresden-Meißen.

## Leben

### Herkunft und Ausbildung
Heinrich Timmerevers wurde als zweites von sechs Kindern einer Landwirtsfamilie geboren. Im Jahr 1972 absolvierte er das Abitur am Clemens-August-Gymnasium in Cloppenburg. Im Anschluss begann er ein Studium der Theologie und der Philosophie an der Westfälischen Wilhelms-Universität in Münster und trat ins Konvikt Collegium Borromaeum ein. Er setzte das Studium 1974 an der Albert-Ludwigs-Universität in Freiburg im Breisgau fort. 1975 wechselte er wieder nach Münster und beendete dort 1977 das Studium. Im Münsteraner Priesterseminar kam er mit der Fokolarbewegung in Kontakt. Von 1977 bis 1978 besuchte er einen Kurs für Spiritualität der Fokolarbewegung in Rom.

### Priesterliches Wirken
Am 25. Mai 1980 empfing Timmerevers im Hohen Dom zu Münster die Priesterweihe durch den damaligen Bischof von Münster Reinhard Lettmann. Von 1980 bis 1984 war er Vikar der Pfarrgemeinde St. Vitus in Visbek. 1984 wurde er Subdirektor am Collegium Borromaeum in Münster und Domvikar am St.-Paulus-Dom. 1990 kehrte er als Pfarrer nach Visbek zurück, wo er seit 1993 zudem als Landesfrauenseelsorger und Landespräses der kfd im Offizialatsbezirk Oldenburg tätig war. Ab 2000 war er zusätzlich Pfarrverwalter der bis 2005 selbständigen Gemeinde St. Antonius in der Visbeker Bauerschaft Rechterfeld.

### Bischöfliches Wirken

#### Weihbischof im Bistum Münster und Bischöflicher Offizial in Vechta

Wappen von Heinrich Timmerevers als Weihbischof

Am 6. Juli 2001 ernannte ihn Papst Johannes Paul II. zum Weihbischof in Münster mit dem Titularbistum Tulana. Gleichzeitig wurde er von Bischof Reinhard Lettmann zum Bischöflichen Offizial in Vechta ernannt. Am 2. September desselben Jahres empfing Timmerevers die Bischofsweihe durch Reinhard Lettmann im Hohen Dom zu Münster. Mitkonsekratoren waren der Münsteraner Weihbischof Werner Thissen sowie der emeritierte Weihbischof und Timmerevers’ Vorgänger im Amt des Oldenburger Offizials Max Georg Freiherr von Twickel. Als Wahlspruch wählte Timmerevers „Suchet, wo Christus ist“. 2002 wurde er als nichtresidierender Domkapitular in das Münsteraner Domkapitel aufgenommen.

#### Bischof von Dresden-Meißen

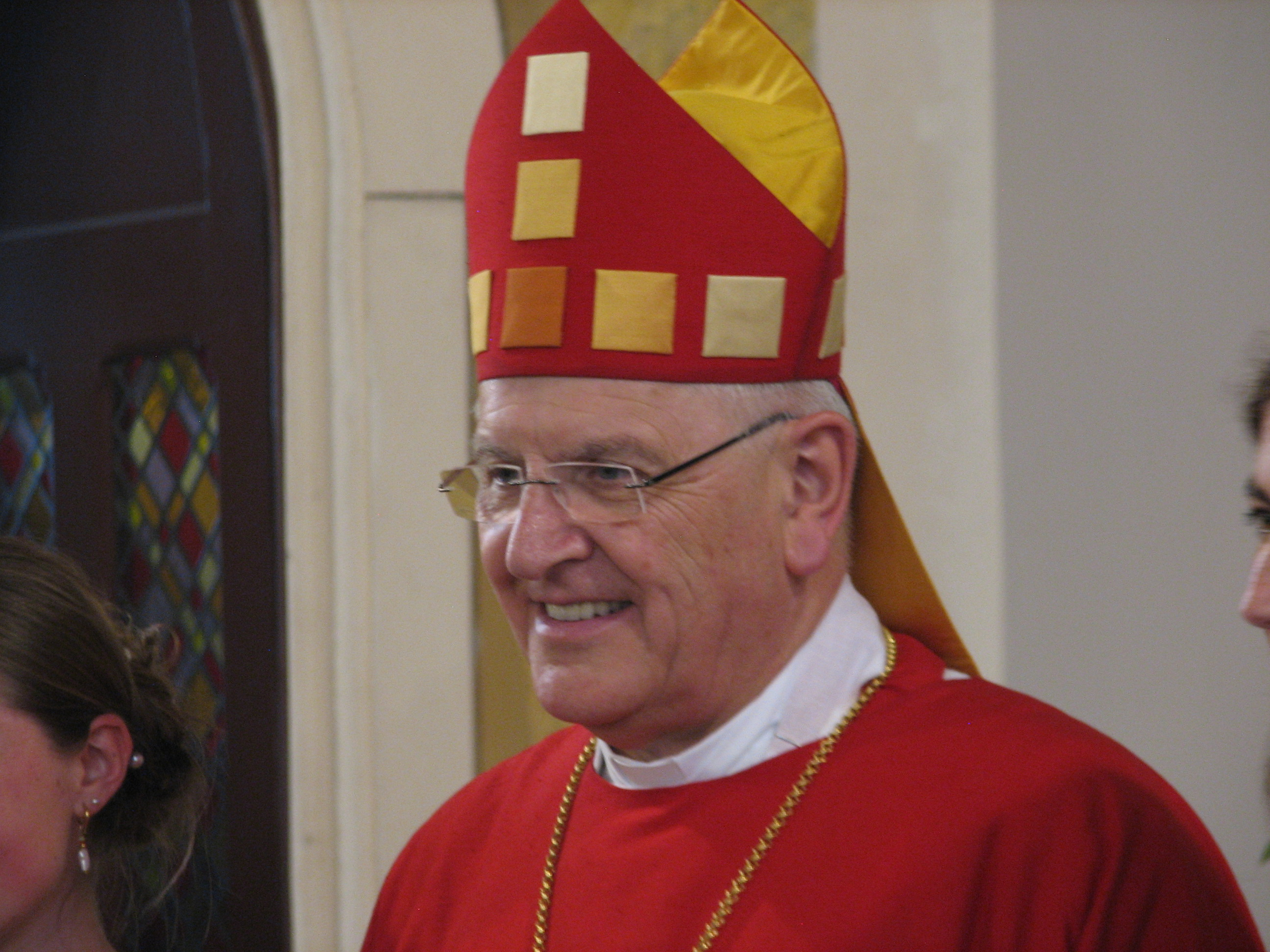
Heinrich Timmerevers (2023), Bischof von Dresden-Meißen

Wappen von Heinrich Timmerevers als Bischof von Dresden-Meißen

Papst Franziskus ernannte ihn am 29. April 2016 zum 50. Bischof von Dresden-Meißen. Die Amtseinführung fand am 27. August desselben Jahres in der Kathedrale Ss. Trinitatis in Dresden statt. Er ließ den Strukturprozess und den Neubau des Bischöflichen Ordinariates fortführen. 2021 feierte das Bistum das 100-jährige Jubiläum der Wiedererrichtung des Bistums Meißen.

#### Wirken in der Deutschen Bischofskonferenz
In der Deutschen Bischofskonferenz war Timmerevers von 2001 bis 2009 Mitglied der Jugendkommission. Er ist zurzeit Mitglied der  Pastoralkommission und der  Kommission für Geistliche Berufe und Kirchliche Dienste. Seit 2008 ist er Vorsitzender der Arbeitsgruppe „Institute des geweihten Lebens“. 2023 wurde er zum Vorsitzenden der Kommission für Erziehung und Schule der Bischofskonferenz gewählt.
Die Bischofskonferenz berief ihn 2012 auf Bitte des Malteser-Präsidiums zum Bundesseelsorger des Malteser Hilfsdienstes. Timmerevers ist seit 2011 Kaplan des Malteserordens.

## Positionen (Auswahl)
Im Dezember 2019 erklärte Timmerevers, dass es neben zölibatären Priestern auch verheiratete katholische Priester geben könne, wie es sie vereinzelt bereits gebe. In Bezug auf die Frauenordination äußerte er, dass er die katholische Kirche hier in einem Dilemma sehe. Im September 2020 befürwortete Heinrich Timmerevers die Segnung gleichgeschlechtlicher Paare.

## Veröffentlichungen (Auswahl)
- mit Dietmar Kattinger (Hrsg.): Ereignisse und Eindrücke - Die Katholische Kirche im Oldenburger Land 2009. Dialogverlag, Münster 2009, ISBN 978-3-941462-18-2.
- Karken an't Waoter - Plattdeutsche Ansprachen. Dialogverlag, Münster 2012, ISBN 978-3-941462-75-5.
- Upstaohn för't Läwen! - Plattdeutsche Ansprachen. Dialogverlag, Münster 2016, ISBN 978-3-944974-20-0.
- AnFangen - Die ersten Stationen: Reden, Predigten, Ansprachen. Benno, Leipzig 2017, ISBN 978-3-7462-5090-8.
- mit Thomas Arnold (Hrsg.): Gefährliche Seelenführer? - Geistiger und geistlicher Missbrauch. Herder, Freiburg 2020, ISBN 978-3-451-02747-5.